# Camps-sur-l'Agly
Camps-sur-l'Agly è un comune francese di 86 abitanti situato nel dipartimento dell'Aude nella regione dell'Occitania.

## Società

### Evoluzione demografica
Abitanti censiti